# Палермо (Буэнос-Айрес)
Палермо (исп. Palermo) — самый большой район автономного города Буэнос-Айрес. В этом районе жилые и офисные здания мирно соседствуют с постройками конца XIX века.
В районе Палермо находится огромный природный парк, который является одной из крупнейших зеленых зон города. Здесь также находятся теннисные корты, городской ипподром поля для гольфа, поло, планетарий имени Галилео Галилея, велодром, японский сад, розовый сад и озера с утками и гусями. В Палермо располагаются Ботанический сад и Зоопарк Буэнос-Айреса, построенные в XIX в. Также здесь расположены Культурный исламский центр им. короля Фахда и один из первых мест компактного проживания армян.

## Местоположение

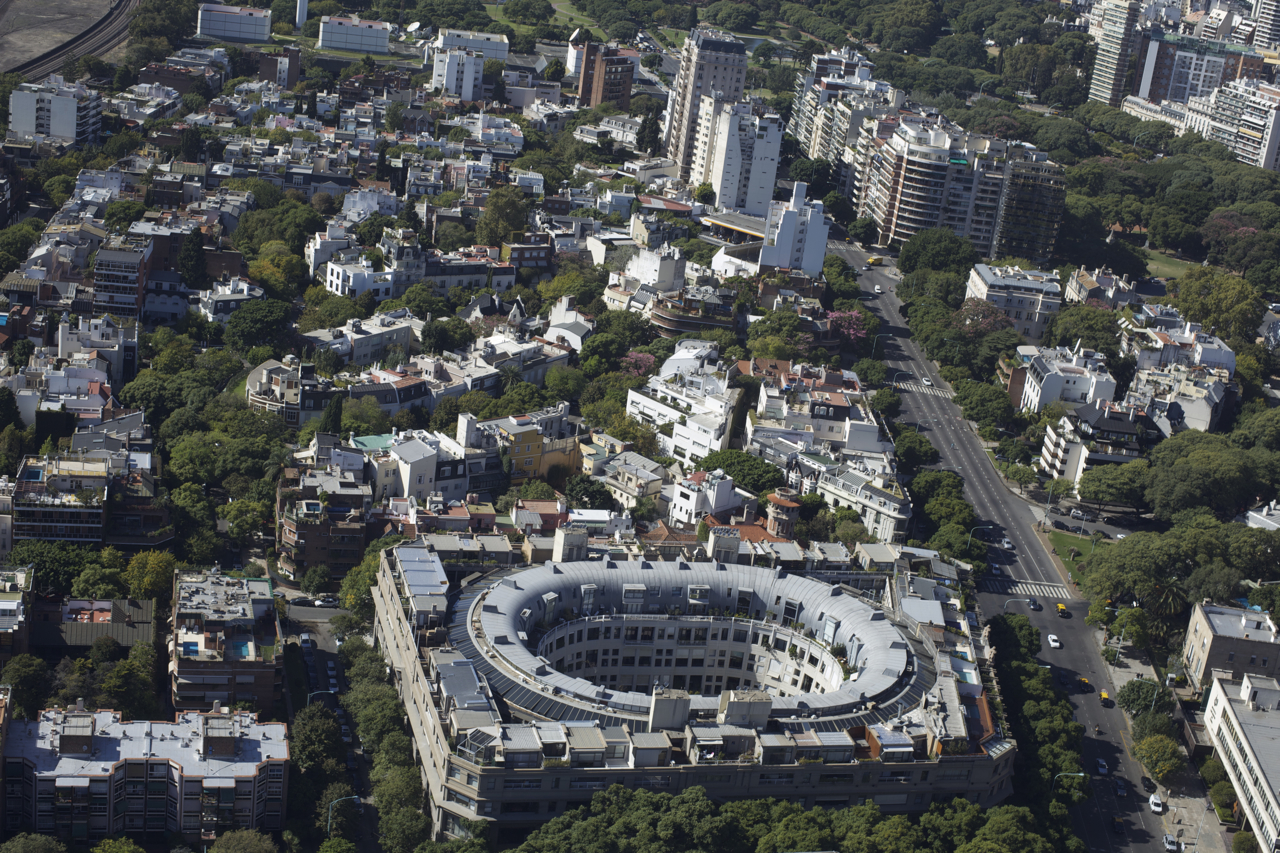
Панорама Палермо

Границами района выступают улицы Херонимо Сальгеро, Тагле, Лас Эрас, полковника Диаса, Марио Браво, Кордова, Доррего, Крамер, Хорхе Ньюберри, Сабаль, Валентина Альсины, Фигероа Алькорта, Ла Пампа, а также река Ла-Плата и пути железной дороги имени генерала Бартоломео Митре.
Палермо граничит с районами Реколета на юго-востоке, Альмагро на юге, Вилья-Креспо на юго-западе, Чакарита и Колехьялес на западе, Бельграно на северо-западе и с рекой Ла-Плата на северо-востоке.

## Происхождение названия
Есть несколько версий относительно происхождения названия района. По одной из них оно происходит от названия виллы Сан-Бенито-де-Палермо, принадлежавшей Хуану Мануэлю де Росасу и располагавшейся на месте современного парка им. Третьего февраля.
Вторая версия состоит в том, что местность была названа в честь её первого владельца Хуана Домингеса Палермо. Впервые название Палермо для этих земель было употреблено в 1635 году в письме Педро Эстебана Давилы в Испанию.

## Подрайоны

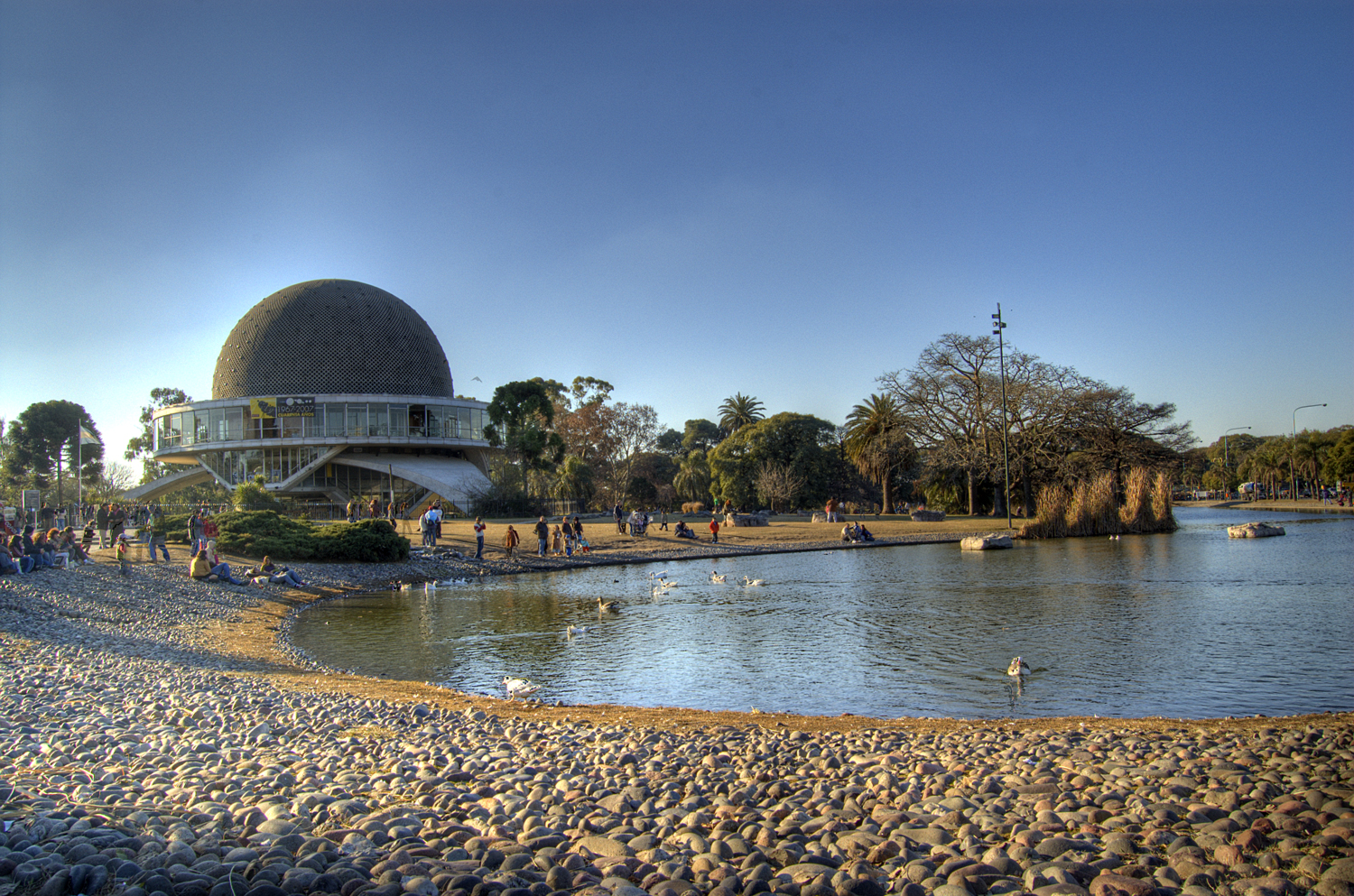
Планетарий
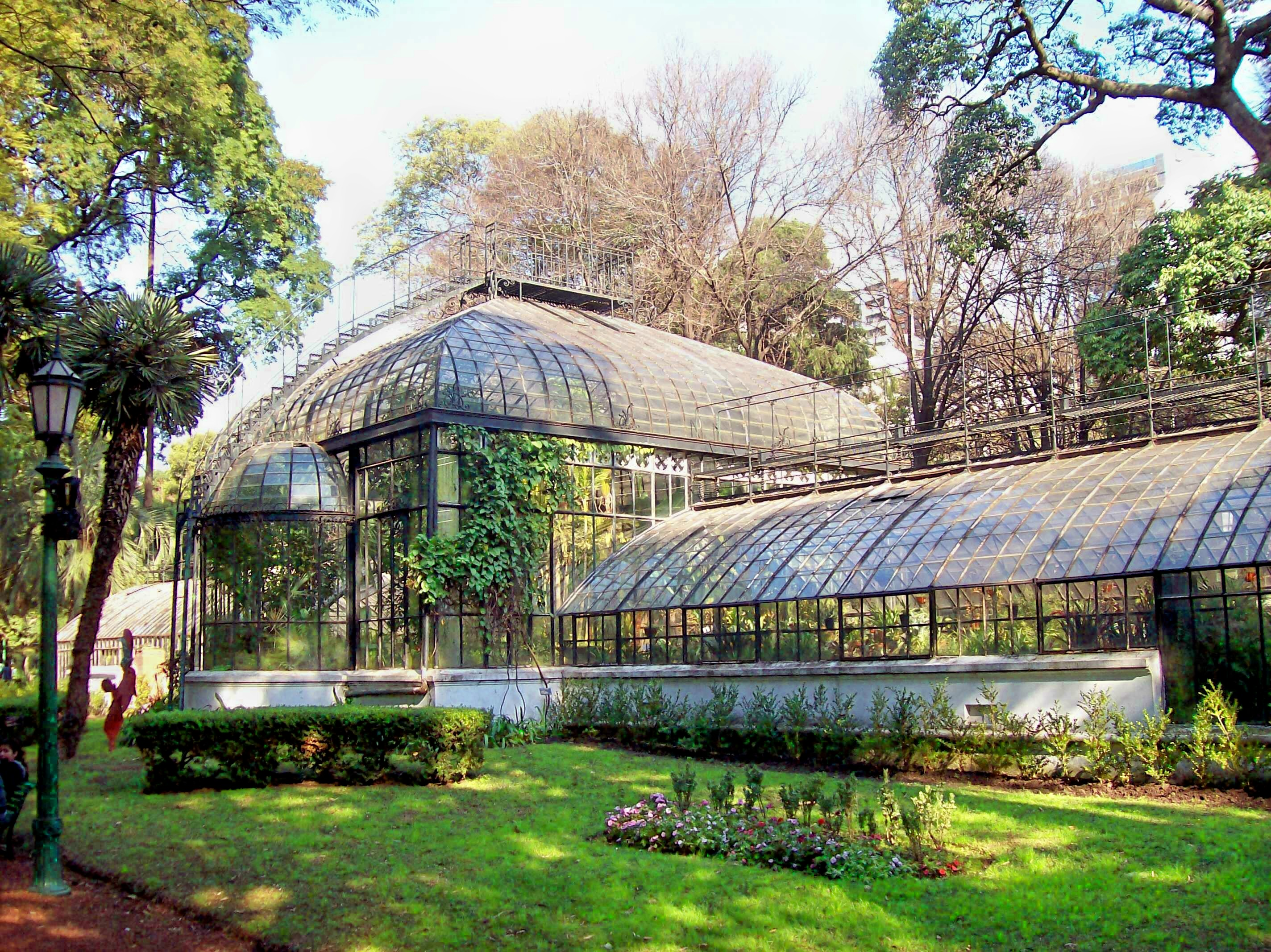
Ботанический сад
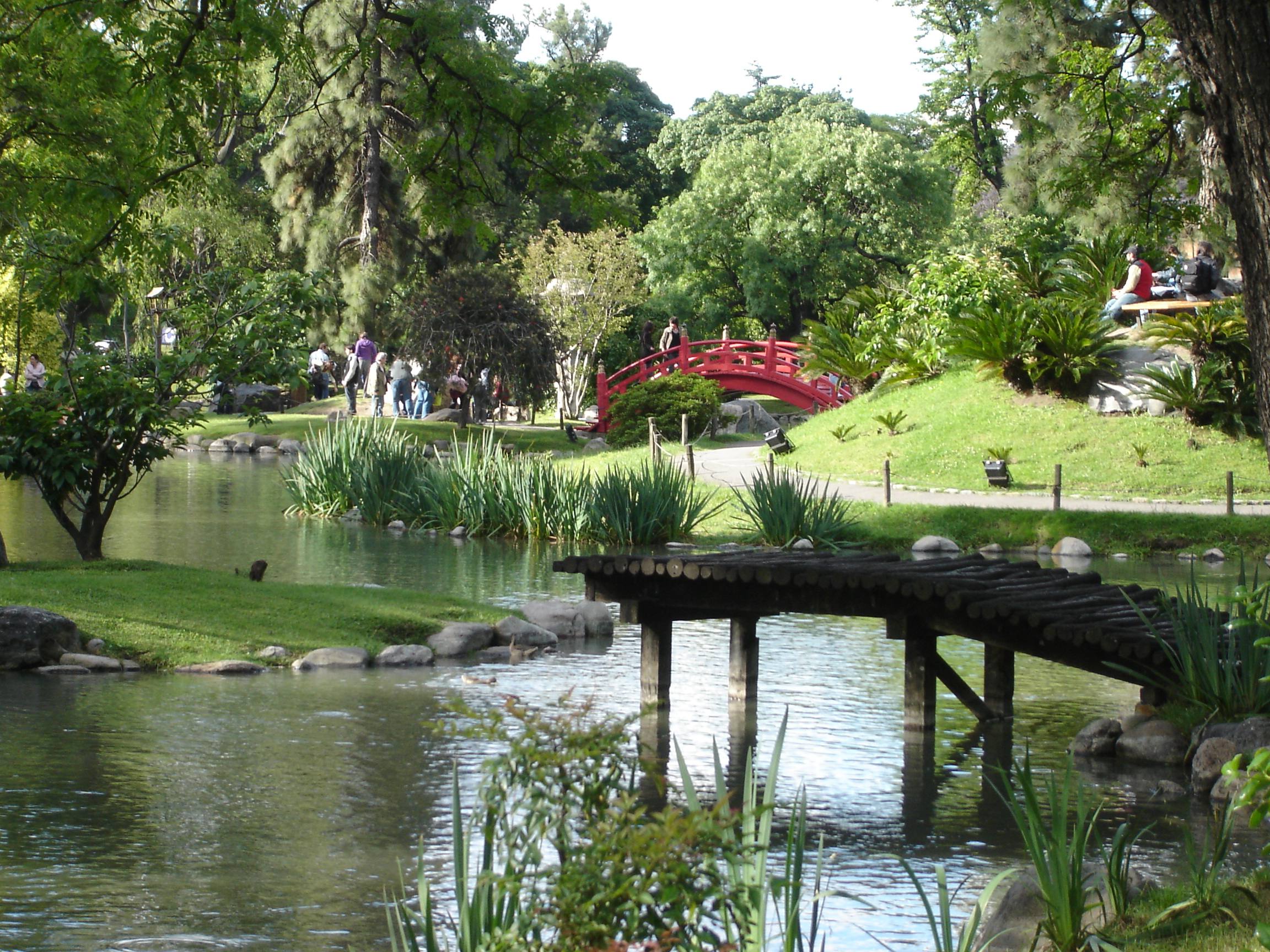
Японский сад
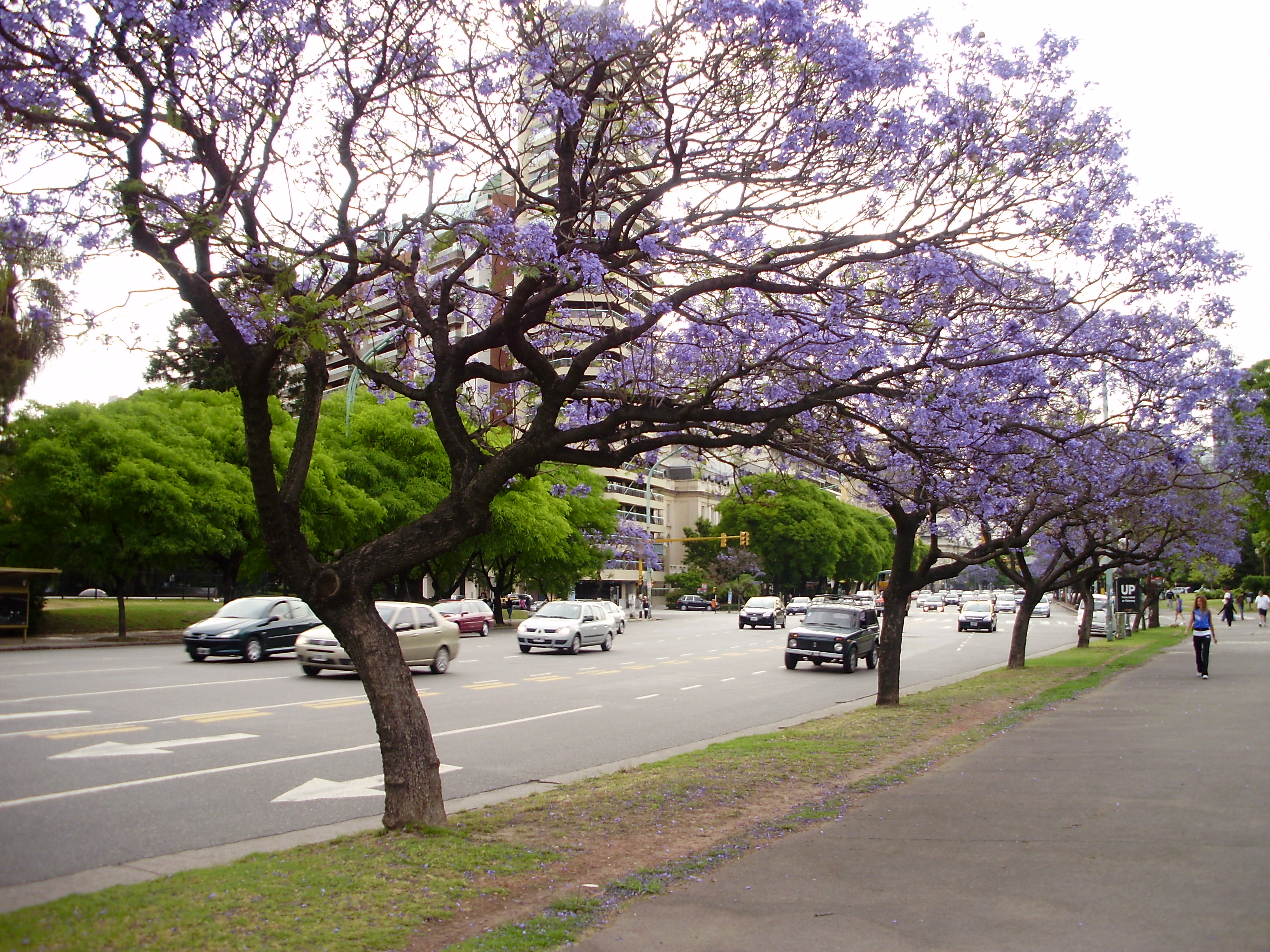
Улица Либертадор

Палермо занимает значительную площадь по сравнению с другими районами столицы — 16 км ², что делает его крупнейшим районом Буэнос-Айреса. Поэтому фактически район неофициально делятся на меньшие подрайоны:
- Палермо Чико (исп. Palermo Chico), основан сицилийскими мигрантами, здесь сейчас находятся жилые дома высшего класса аргентинского общества. Расположен к востоку от улицы Либертадор, между ул. Кавья и Тагле
- Старый Палермо (исп. Palermo Viejo), застраивался в начале XX в. одно-двухэтажными домами, сдаваемыми затем в аренду. В 1980-х годах многие из домов были превращены в рестораны. В этом районе проживает много артистов: художники, актёры и т. п. Здесь, таким образом, расположены студии дизайна, театры и т. д. Находится между улицами Кордова и Санта-Фе, от Доррего до Скалабрини Ортис
- Голливуд (исп. Palermo Hollywood), здесь находятся офисы телекомпаний, а также жилье работников телевидения и кино. Также здесь расположен Спортивный клуб Палермо, основанный в 1914 году. Находится севернее улицы Хуана Хусто.
- Ла Импрента (исп. La Imprenta) — район возле старой типографии на перекрестке улиц Мигелетес и Мауро
- Лас Каньитас (исп. Las Cañitas) находится между улицами Луис Мария Кампос, Мауро, Сольдадо де ла Индепенденсиа и Шено
- Пасифико (исп. Pacífico) вблизи одноименного моста
- Ботанический (исп. Palermo Botánico) — Ботанический сад и его окрестности
- Бульвар Палермо (исп. Palermo Boulevard) — центр района, окрестности улицы Хуана Хусто
- Коппола (исп. Palermo Coppola) вблизи отеля Коппола
- Сохо (исп. Soho) южнее улицы Хуана Хусто поблизости от площади Серрано
- Новый Палермо (исп. Palermo Nuevo) расположен между улицами Санта-Фе, Сармьенто, Либертадор и железной дорогой
- Глэм, или Высокий Палермо (исп. Glam o Alto Palermo) находится между улицами Санта-Фе и Коронель Диас, простирается вдоль Сальгеро между ул. Чаркас и Лас Эрас. Здесь находятся магазины и высотные офисные здания
- Живой Палермо (исп. Palermo Vivo) между улицами Либертадор, Касарес и железной дорогой
- Площадь Италии (исп. Plaza Italia)
- Вилья Фрейд (исп. Villa Freud), также известный как Чувствительный Палермо и Гвадалупе. Находится возле площади Гуемес.
- Красная зона (исп. Zona Roja), также известен как Горячий, Средний или Красный Палермо

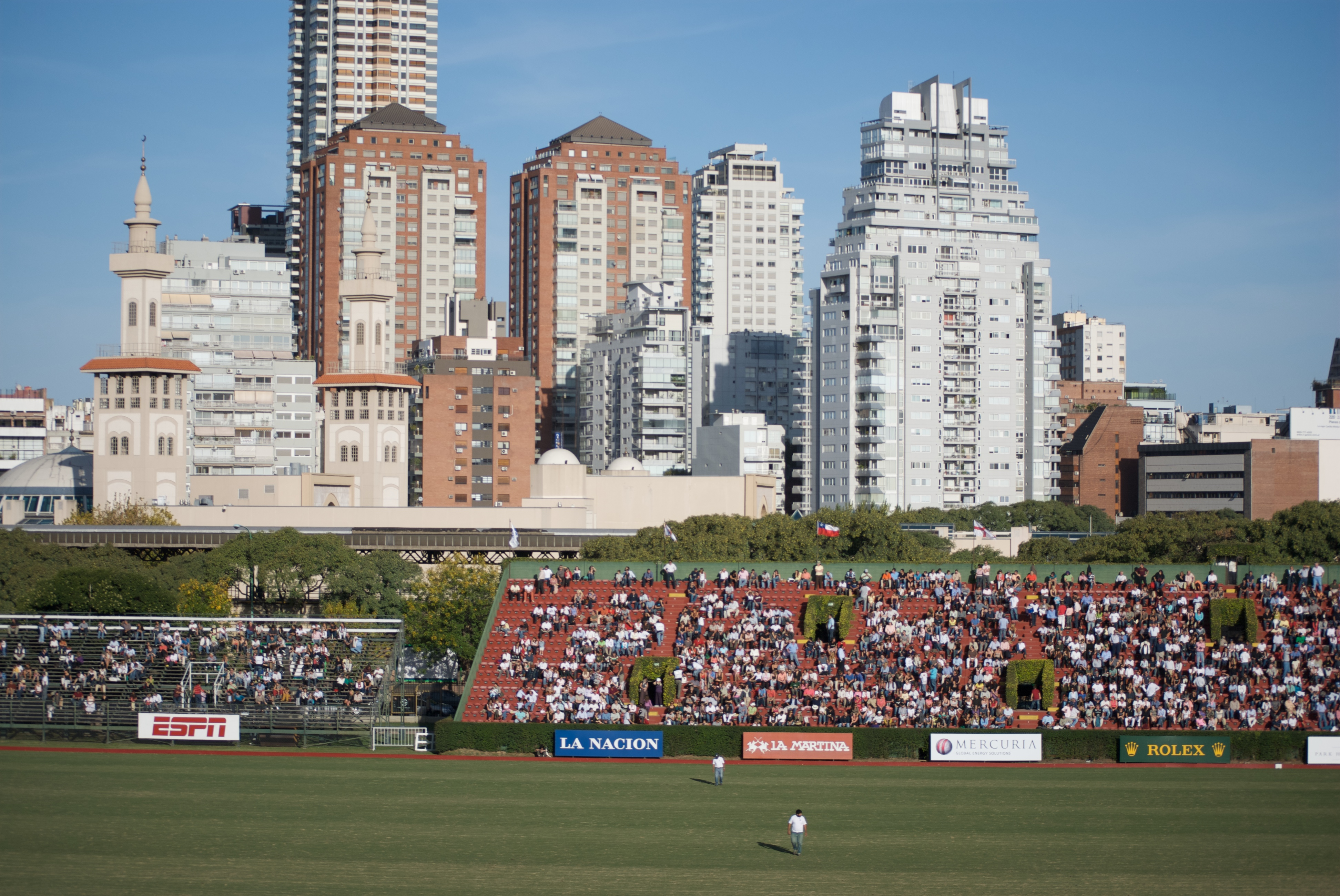
Стадион для поло
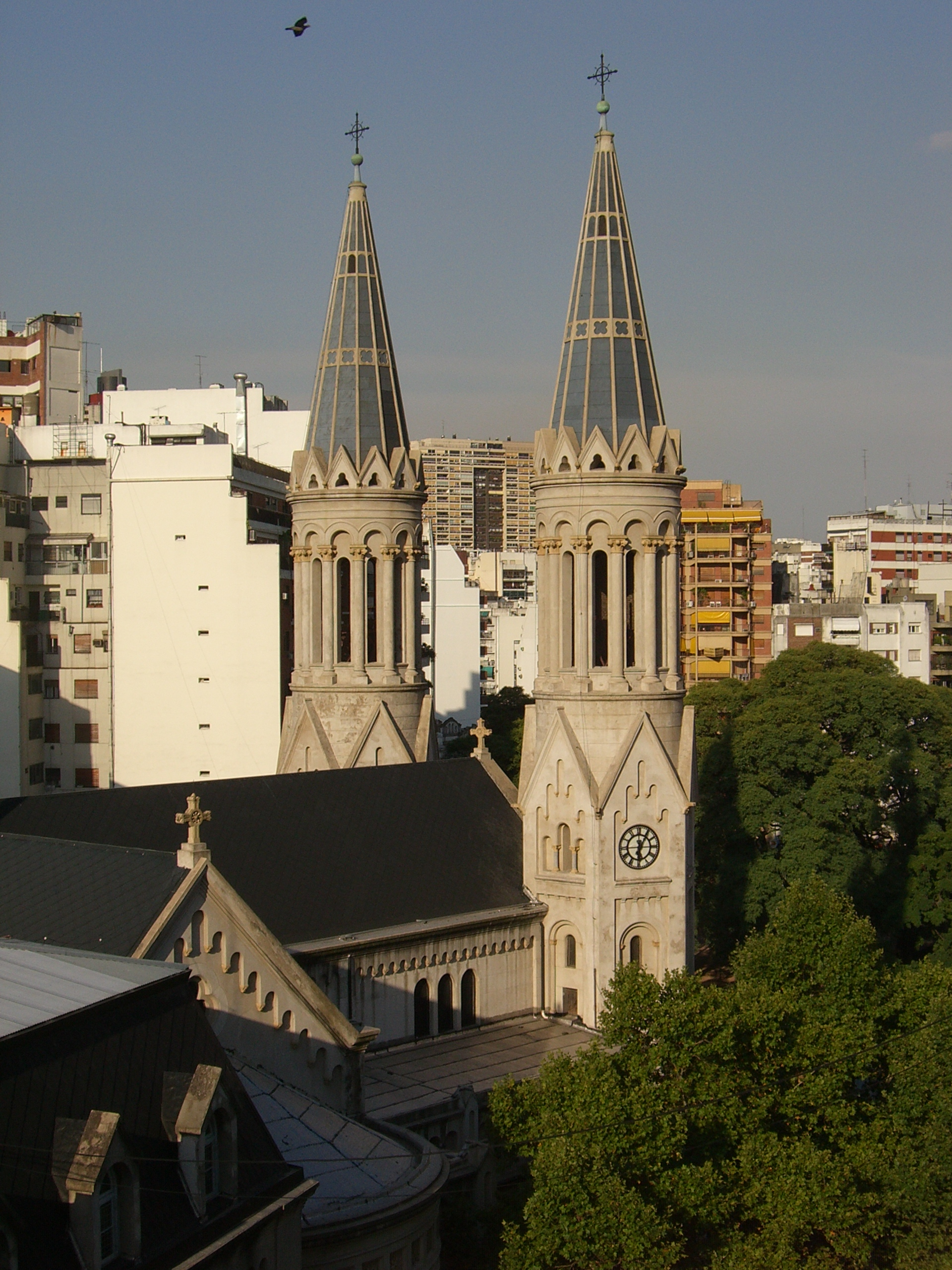
Церковь Гвадалупе и площадь Гуэмес
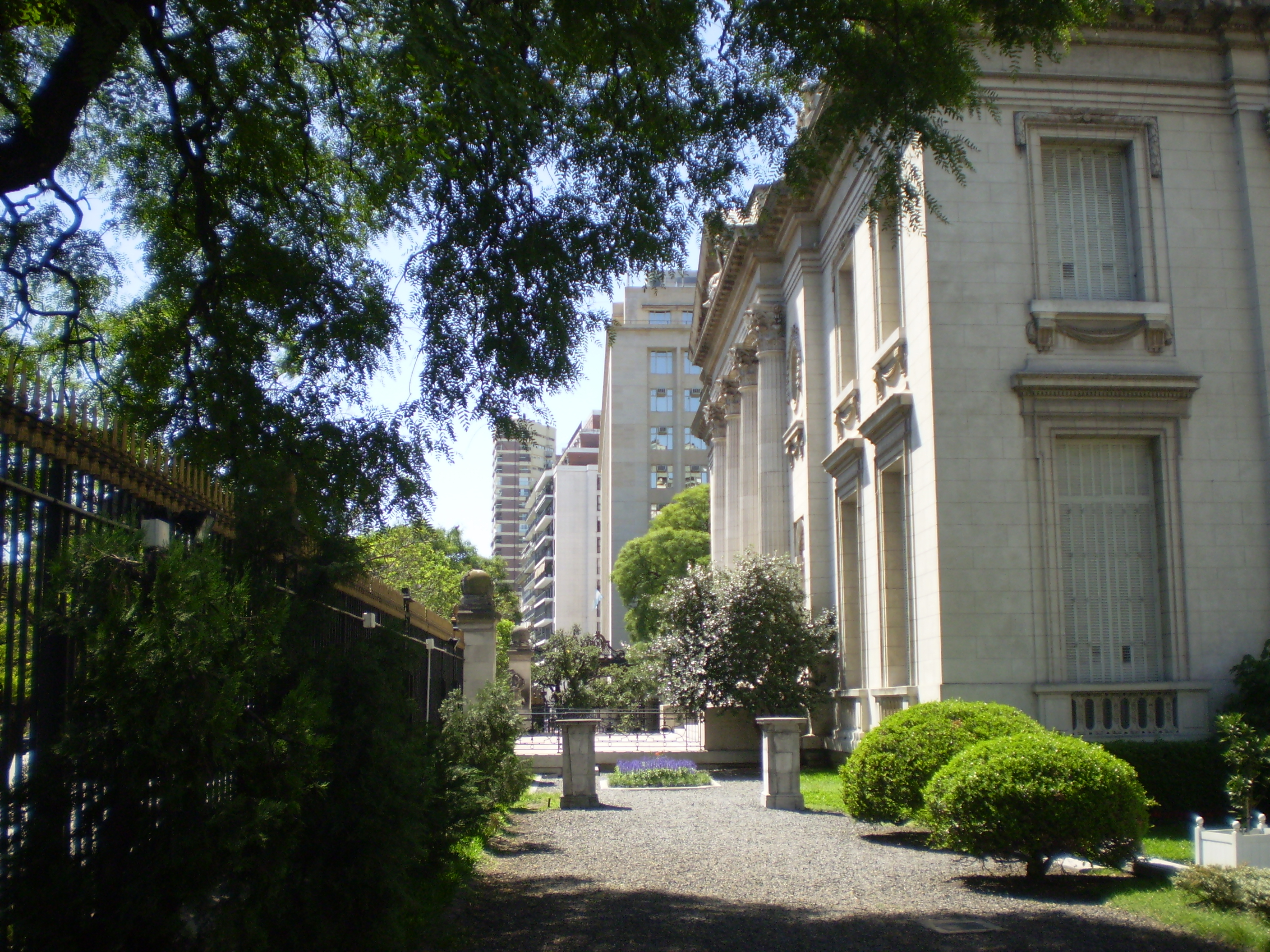
Национальный музей декоративного искусства
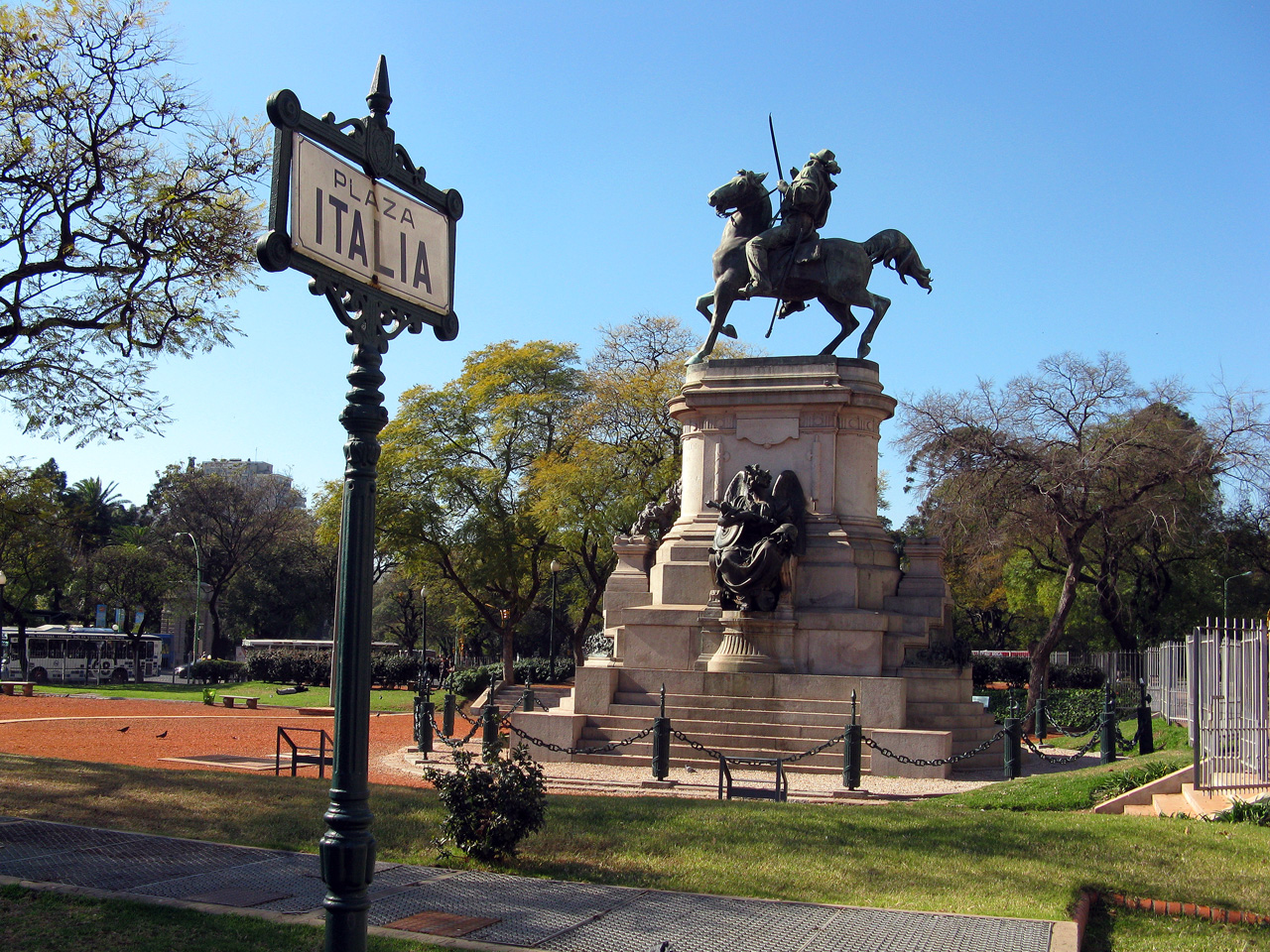
Площадь Италии